# Црква Свете Преподобномученице Параскеве у Станцима
Црква Свете Преподобномученице Параскеве у Станцима, насељеном месту на територији општине Алексинац, припада Епархији нишкој Српске православне цркве.
Црква посвећена Светој Петки подигнута је 1910. године, трудом свештеника Илије Јанковића. Освећена је 8. августа 1912. године од стране епископа нишког Доментијана. Године 1980. године обновљена у потпуности. Према предању сматра се да је овде некада у 18. веку на сабору Турци убили много православних Срба, што потврђују нађене кости у подножју саме порте до пута.